# Okręgowe rozgrywki w piłce nożnej woj. białostockiego, łomżyńskiego, suwalskiego (1977/1978)
44. Edycja okręgowych rozgrywek w piłce nożnej województwa białostockiego

2. Edycja okręgowych rozgrywek w piłce nożnej województwa łomżyńskiego i suwalskiego

Okręgowe rozgrywki w piłce nożnej województwa białostockiego, łomżyńskiego, suwalskiego prowadzone są przez okręgowe związki piłki nożnej: białostocki, łomżyński i suwalski. 
Mistrzostwo okręgu :

- białostockiego zdobyła Gwardia Białystok.

- łomżyńskiego i ostrołęckiego zdobył ZWAR Przasnysz.

- suwalskiego zdobyły Śniardwy Orzysz.

Puchar Polski okręgu:

- białostockiego zdobył Włókniarz Białystok

- łomżyńskiego zdobyła Warmia Grajewo

- suwalskiego zdobyły Wigry II Suwałki.
Drużyny z województwa białostockiego, łomżyńskiego i suwalskiego występujące w centralnych i makroregionalnych poziomach rozgrywkowych:
- 1 Liga - brak
- 2 Liga - Jagiellonia Białystok
- 3 Liga (tzw. klasa "M" międzywojewódzka) - Mazur Ełk, Wigry Suwałki, ŁKS Łomża, Włókniarz Białystok.

| Rozgrywki       | Poziomy rozgrywkowe w sezonie 1977/78 | Poziomy rozgrywkowe w sezonie 1977/78               | Poziomy rozgrywkowe w sezonie 1977/78               | Poziomy rozgrywkowe w sezonie 1977/78               | Poziomy rozgrywkowe w sezonie 1977/78               | Poziomy rozgrywkowe w sezonie 1977/78               | Poziomy rozgrywkowe w sezonie 1977/78               | Poziomy rozgrywkowe w sezonie 1977/78               | Poziomy rozgrywkowe w sezonie 1977/78               | Poziomy rozgrywkowe w sezonie 1977/78               | Poziomy rozgrywkowe w sezonie 1977/78               | Poziomy rozgrywkowe w sezonie 1977/78               | Poziomy rozgrywkowe w sezonie 1977/78               | Poziomy rozgrywkowe w sezonie 1977/78               | Poziomy rozgrywkowe w sezonie 1977/78               | Poziomy rozgrywkowe w sezonie 1977/78               | Poziomy rozgrywkowe w sezonie 1977/78               | Poziomy rozgrywkowe w sezonie 1977/78               | Poziomy rozgrywkowe w sezonie 1977/78               | Poziomy rozgrywkowe w sezonie 1977/78               | Poziomy rozgrywkowe w sezonie 1977/78               | Poziomy rozgrywkowe w sezonie 1977/78               | Poziomy rozgrywkowe w sezonie 1977/78               | Poziomy rozgrywkowe w sezonie 1977/78               | Poziomy rozgrywkowe w sezonie 1977/78               | Poziomy rozgrywkowe w sezonie 1977/78               | Poziomy rozgrywkowe w sezonie 1977/78               | Poziomy rozgrywkowe w sezonie 1977/78               | Poziomy rozgrywkowe w sezonie 1977/78               | Poziomy rozgrywkowe w sezonie 1977/78               | Poziomy rozgrywkowe w sezonie 1977/78               | Poziomy rozgrywkowe w sezonie 1977/78               | Poziomy rozgrywkowe w sezonie 1977/78               | Poziomy rozgrywkowe w sezonie 1977/78               | Poziomy rozgrywkowe w sezonie 1977/78               | Poziomy rozgrywkowe w sezonie 1977/78               | Poziomy rozgrywkowe w sezonie 1977/78               | Poziomy rozgrywkowe w sezonie 1977/78               | Poziomy rozgrywkowe w sezonie 1977/78               | Poziomy rozgrywkowe w sezonie 1977/78               | Poziomy rozgrywkowe w sezonie 1977/78               | Poziomy rozgrywkowe w sezonie 1977/78               | Poziomy rozgrywkowe w sezonie 1977/78               | Poziomy rozgrywkowe w sezonie 1977/78               | Poziomy rozgrywkowe w sezonie 1977/78               | Poziomy rozgrywkowe w sezonie 1977/78               | Poziomy rozgrywkowe w sezonie 1977/78               | Poziomy rozgrywkowe w sezonie 1977/78               | Poziomy rozgrywkowe w sezonie 1977/78               | Poziomy rozgrywkowe w sezonie 1977/78               | Poziomy rozgrywkowe w sezonie 1977/78               | Poziomy rozgrywkowe w sezonie 1977/78               | Poziomy rozgrywkowe w sezonie 1977/78               | Poziomy rozgrywkowe w sezonie 1977/78               | Poziomy rozgrywkowe w sezonie 1977/78               | Poziomy rozgrywkowe w sezonie 1977/78               | Poziomy rozgrywkowe w sezonie 1977/78               | Poziomy rozgrywkowe w sezonie 1977/78               | Poziomy rozgrywkowe w sezonie 1977/78               | Poziomy rozgrywkowe w sezonie 1977/78               | Poziomy rozgrywkowe w sezonie 1977/78               |
| --------------- | ------------------------------------- | --------------------------------------------------- | --------------------------------------------------- | --------------------------------------------------- | --------------------------------------------------- | --------------------------------------------------- | --------------------------------------------------- | --------------------------------------------------- | --------------------------------------------------- | --------------------------------------------------- | --------------------------------------------------- | --------------------------------------------------- | --------------------------------------------------- | --------------------------------------------------- | --------------------------------------------------- | --------------------------------------------------- | --------------------------------------------------- | --------------------------------------------------- | --------------------------------------------------- | --------------------------------------------------- | --------------------------------------------------- | --------------------------------------------------- | --------------------------------------------------- | --------------------------------------------------- | --------------------------------------------------- | --------------------------------------------------- | --------------------------------------------------- | --------------------------------------------------- | --------------------------------------------------- | --------------------------------------------------- | --------------------------------------------------- | --------------------------------------------------- | --------------------------------------------------- | --------------------------------------------------- | --------------------------------------------------- | --------------------------------------------------- | --------------------------------------------------- | --------------------------------------------------- | --------------------------------------------------- | --------------------------------------------------- | --------------------------------------------------- | --------------------------------------------------- | --------------------------------------------------- | --------------------------------------------------- | --------------------------------------------------- | --------------------------------------------------- | --------------------------------------------------- | --------------------------------------------------- | --------------------------------------------------- | --------------------------------------------------- | --------------------------------------------------- | --------------------------------------------------- | --------------------------------------------------- | --------------------------------------------------- | --------------------------------------------------- | --------------------------------------------------- | --------------------------------------------------- | --------------------------------------------------- | --------------------------------------------------- | --------------------------------------------------- | --------------------------------------------------- |
| Centralne       | I poziom ligowy                       | I Liga                                              | I Liga                                              | I Liga                                              | I Liga                                              | I Liga                                              | I Liga                                              | I Liga                                              | I Liga                                              | I Liga                                              | I Liga                                              | I Liga                                              | I Liga                                              | I Liga                                              | I Liga                                              | I Liga                                              | I Liga                                              | I Liga                                              | I Liga                                              | I Liga                                              | I Liga                                              | I Liga                                              | I Liga                                              | I Liga                                              | I Liga                                              | I Liga                                              | I Liga                                              | I Liga                                              | I Liga                                              | I Liga                                              | I Liga                                              | I Liga                                              | I Liga                                              | I Liga                                              | I Liga                                              | I Liga                                              | I Liga                                              | I Liga                                              | I Liga                                              | I Liga                                              | I Liga                                              | I Liga                                              | I Liga                                              | I Liga                                              | I Liga                                              | I Liga                                              | I Liga                                              | I Liga                                              | I Liga                                              | I Liga                                              | I Liga                                              | I Liga                                              | I Liga                                              | I Liga                                              | I Liga                                              | I Liga                                              | I Liga                                              | I Liga                                              | I Liga                                              | I Liga                                              | I Liga                                              |
| Centralne       | II poziom ligowy                      | II Liga - gr.I                                      | II Liga - gr.I                                      | II Liga - gr.I                                      | II Liga - gr.I                                      | II Liga - gr.I                                      | II Liga - gr.I                                      | II Liga - gr.I                                      | II Liga - gr.I                                      | II Liga - gr.I                                      | II Liga - gr.I                                      | II Liga - gr.I                                      | II Liga - gr.I                                      | II Liga - gr.I                                      | II Liga - gr.I                                      | II Liga - gr.I                                      | II Liga - gr.I                                      | II Liga - gr.I                                      | II Liga - gr.I                                      | II Liga - gr.I                                      | II Liga - gr.I                                      | II Liga - gr.I                                      | II Liga - gr.I                                      | II Liga - gr.I                                      | II Liga - gr.I                                      | II Liga - gr.I                                      | II Liga - gr.I                                      | II Liga - gr.I                                      | II Liga - gr.I                                      | II Liga - gr.I                                      | II Liga - gr.I                                      | II Liga - gr.II                                     | II Liga - gr.II                                     | II Liga - gr.II                                     | II Liga - gr.II                                     | II Liga - gr.II                                     | II Liga - gr.II                                     | II Liga - gr.II                                     | II Liga - gr.II                                     | II Liga - gr.II                                     | II Liga - gr.II                                     | II Liga - gr.II                                     | II Liga - gr.II                                     | II Liga - gr.II                                     | II Liga - gr.II                                     | II Liga - gr.II                                     | II Liga - gr.II                                     | II Liga - gr.II                                     | II Liga - gr.II                                     | II Liga - gr.II                                     | II Liga - gr.II                                     | II Liga - gr.II                                     | II Liga - gr.II                                     | II Liga - gr.II                                     | II Liga - gr.II                                     | II Liga - gr.II                                     | II Liga - gr.II                                     | II Liga - gr.II                                     | II Liga - gr.II                                     | II Liga - gr.II                                     | II Liga - gr.II                                     |
| Makroregionalne | III poziom ligowy                     | III Liga - 8 grup (tzw. klasa "M" międzywojewódzka) | III Liga - 8 grup (tzw. klasa "M" międzywojewódzka) | III Liga - 8 grup (tzw. klasa "M" międzywojewódzka) | III Liga - 8 grup (tzw. klasa "M" międzywojewódzka) | III Liga - 8 grup (tzw. klasa "M" międzywojewódzka) | III Liga - 8 grup (tzw. klasa "M" międzywojewódzka) | III Liga - 8 grup (tzw. klasa "M" międzywojewódzka) | III Liga - 8 grup (tzw. klasa "M" międzywojewódzka) | III Liga - 8 grup (tzw. klasa "M" międzywojewódzka) | III Liga - 8 grup (tzw. klasa "M" międzywojewódzka) | III Liga - 8 grup (tzw. klasa "M" międzywojewódzka) | III Liga - 8 grup (tzw. klasa "M" międzywojewódzka) | III Liga - 8 grup (tzw. klasa "M" międzywojewódzka) | III Liga - 8 grup (tzw. klasa "M" międzywojewódzka) | III Liga - 8 grup (tzw. klasa "M" międzywojewódzka) | III Liga - 8 grup (tzw. klasa "M" międzywojewódzka) | III Liga - 8 grup (tzw. klasa "M" międzywojewódzka) | III Liga - 8 grup (tzw. klasa "M" międzywojewódzka) | III Liga - 8 grup (tzw. klasa "M" międzywojewódzka) | III Liga - 8 grup (tzw. klasa "M" międzywojewódzka) | III Liga - 8 grup (tzw. klasa "M" międzywojewódzka) | III Liga - 8 grup (tzw. klasa "M" międzywojewódzka) | III Liga - 8 grup (tzw. klasa "M" międzywojewódzka) | III Liga - 8 grup (tzw. klasa "M" międzywojewódzka) | III Liga - 8 grup (tzw. klasa "M" międzywojewódzka) | III Liga - 8 grup (tzw. klasa "M" międzywojewódzka) | III Liga - 8 grup (tzw. klasa "M" międzywojewódzka) | III Liga - 8 grup (tzw. klasa "M" międzywojewódzka) | III Liga - 8 grup (tzw. klasa "M" międzywojewódzka) | III Liga - 8 grup (tzw. klasa "M" międzywojewódzka) | III Liga - 8 grup (tzw. klasa "M" międzywojewódzka) | III Liga - 8 grup (tzw. klasa "M" międzywojewódzka) | III Liga - 8 grup (tzw. klasa "M" międzywojewódzka) | III Liga - 8 grup (tzw. klasa "M" międzywojewódzka) | III Liga - 8 grup (tzw. klasa "M" międzywojewódzka) | III Liga - 8 grup (tzw. klasa "M" międzywojewódzka) | III Liga - 8 grup (tzw. klasa "M" międzywojewódzka) | III Liga - 8 grup (tzw. klasa "M" międzywojewódzka) | III Liga - 8 grup (tzw. klasa "M" międzywojewódzka) | III Liga - 8 grup (tzw. klasa "M" międzywojewódzka) | III Liga - 8 grup (tzw. klasa "M" międzywojewódzka) | III Liga - 8 grup (tzw. klasa "M" międzywojewódzka) | III Liga - 8 grup (tzw. klasa "M" międzywojewódzka) | III Liga - 8 grup (tzw. klasa "M" międzywojewódzka) | III Liga - 8 grup (tzw. klasa "M" międzywojewódzka) | III Liga - 8 grup (tzw. klasa "M" międzywojewódzka) | III Liga - 8 grup (tzw. klasa "M" międzywojewódzka) | III Liga - 8 grup (tzw. klasa "M" międzywojewódzka) | III Liga - 8 grup (tzw. klasa "M" międzywojewódzka) | III Liga - 8 grup (tzw. klasa "M" międzywojewódzka) | III Liga - 8 grup (tzw. klasa "M" międzywojewódzka) | III Liga - 8 grup (tzw. klasa "M" międzywojewódzka) | III Liga - 8 grup (tzw. klasa "M" międzywojewódzka) | III Liga - 8 grup (tzw. klasa "M" międzywojewódzka) | III Liga - 8 grup (tzw. klasa "M" międzywojewódzka) | III Liga - 8 grup (tzw. klasa "M" międzywojewódzka) | III Liga - 8 grup (tzw. klasa "M" międzywojewódzka) | III Liga - 8 grup (tzw. klasa "M" międzywojewódzka) | III Liga - 8 grup (tzw. klasa "M" międzywojewódzka) | III Liga - 8 grup (tzw. klasa "M" międzywojewódzka) |
|                 |                                       | OZPN Białystok                                      | OZPN Białystok                                      | OZPN Białystok                                      | OZPN Białystok                                      | OZPN Białystok                                      | OZPN Białystok                                      | OZPN Białystok                                      | OZPN Białystok                                      | OZPN Białystok                                      | OZPN Białystok                                      | OZPN Białystok                                      | OZPN Białystok                                      | OZPN Białystok                                      | OZPN Białystok                                      | OZPN Białystok                                      | OZPN Białystok                                      | OZPN Białystok                                      | OZPN Białystok                                      | OZPN Białystok                                      | OZPN Białystok                                      | OZPN Łomża                                          | OZPN Łomża                                          | OZPN Łomża                                          | OZPN Łomża                                          | OZPN Łomża                                          | OZPN Łomża                                          | OZPN Łomża                                          | OZPN Łomża                                          | OZPN Łomża                                          | OZPN Łomża                                          | OZPN Łomża                                          | OZPN Łomża                                          | OZPN Łomża                                          | OZPN Łomża                                          | OZPN Łomża                                          | OZPN Łomża                                          | OZPN Łomża                                          | OZPN Łomża                                          | OZPN Łomża                                          | OZPN Łomża                                          | OZPN Suwałki                                        | OZPN Suwałki                                        | OZPN Suwałki                                        | OZPN Suwałki                                        | OZPN Suwałki                                        | OZPN Suwałki                                        | OZPN Suwałki                                        | OZPN Suwałki                                        | OZPN Suwałki                                        | OZPN Suwałki                                        | OZPN Suwałki                                        | OZPN Suwałki                                        | OZPN Suwałki                                        | OZPN Suwałki                                        | OZPN Suwałki                                        | OZPN Suwałki                                        | OZPN Suwałki                                        | OZPN Suwałki                                        | OZPN Suwałki                                        | OZPN Suwałki                                        |
| Okręgowe        | IV poziom ligowy                      | Klasa A (białostocka)                               | Klasa A (białostocka)                               | Klasa A (białostocka)                               | Klasa A (białostocka)                               | Klasa A (białostocka)                               | Klasa A (białostocka)                               | Klasa A (białostocka)                               | Klasa A (białostocka)                               | Klasa A (białostocka)                               | Klasa A (białostocka)                               | Klasa A (białostocka)                               | Klasa A (białostocka)                               | Klasa A (białostocka)                               | Klasa A (białostocka)                               | Klasa A (białostocka)                               | Klasa A (białostocka)                               | Klasa A (białostocka)                               | Klasa A (białostocka)                               | Klasa A (białostocka)                               | Klasa A (białostocka)                               | Klasa A (łomża+ostroł.)                             | Klasa A (łomża+ostroł.)                             | Klasa A (łomża+ostroł.)                             | Klasa A (łomża+ostroł.)                             | Klasa A (łomża+ostroł.)                             | Klasa A (łomża+ostroł.)                             | Klasa A (łomża+ostroł.)                             | Klasa A (łomża+ostroł.)                             | Klasa A (łomża+ostroł.)                             | Klasa A (łomża+ostroł.)                             | Klasa A (łomża+ostroł.)                             | Klasa A (łomża+ostroł.)                             | Klasa A (łomża+ostroł.)                             | Klasa A (łomża+ostroł.)                             | Klasa A (łomża+ostroł.)                             | Klasa A (łomża+ostroł.)                             | Klasa A (łomża+ostroł.)                             | Klasa A (łomża+ostroł.)                             | Klasa A (łomża+ostroł.)                             | Klasa A (łomża+ostroł.)                             | Klasa A (suwalska)                                  | Klasa A (suwalska)                                  | Klasa A (suwalska)                                  | Klasa A (suwalska)                                  | Klasa A (suwalska)                                  | Klasa A (suwalska)                                  | Klasa A (suwalska)                                  | Klasa A (suwalska)                                  | Klasa A (suwalska)                                  | Klasa A (suwalska)                                  | Klasa A (suwalska)                                  | Klasa A (suwalska)                                  | Klasa A (suwalska)                                  | Klasa A (suwalska)                                  | Klasa A (suwalska)                                  | Klasa A (suwalska)                                  | Klasa A (suwalska)                                  | Klasa A (suwalska)                                  | Klasa A (suwalska)                                  | Klasa A (suwalska)                                  |
| Okręgowe        | V poziom ligowy                       | Klasa B (białostocka)                               | Klasa B (białostocka)                               | Klasa B (białostocka)                               | Klasa B (białostocka)                               | Klasa B (białostocka)                               | Klasa B (białostocka)                               | Klasa B (białostocka)                               | Klasa B (białostocka)                               | Klasa B (białostocka)                               | Klasa B (białostocka)                               | Klasa B (białostocka)                               | Klasa B (białostocka)                               | Klasa B (białostocka)                               | Klasa B (białostocka)                               | Klasa B (białostocka)                               | Klasa B (białostocka)                               | Klasa B (białostocka)                               | Klasa B (białostocka)                               | Klasa B (białostocka)                               | Klasa B (białostocka)                               | Klasa B (łomżyńska)                                 | Klasa B (łomżyńska)                                 | Klasa B (łomżyńska)                                 | Klasa B (łomżyńska)                                 | Klasa B (łomżyńska)                                 | Klasa B (łomżyńska)                                 | Klasa B (łomżyńska)                                 | Klasa B (łomżyńska)                                 | Klasa B (łomżyńska)                                 | Klasa B (łomżyńska)                                 | Klasa B (łomżyńska)                                 | Klasa B (łomżyńska)                                 | Klasa B (łomżyńska)                                 | Klasa B (łomżyńska)                                 | Klasa B (łomżyńska)                                 | Klasa B (łomżyńska)                                 | Klasa B (łomżyńska)                                 | Klasa B (łomżyńska)                                 | Klasa B (łomżyńska)                                 | Klasa B (łomżyńska)                                 | Klasa B gr.I                                        | Klasa B gr.I                                        | Klasa B gr.I                                        | Klasa B gr.I                                        | Klasa B gr.I                                        | Klasa B gr.I                                        | Klasa B gr.I                                        | Klasa B gr.I                                        | Klasa B gr.I                                        | Klasa B gr.I                                        | Klasa B gr.II                                       | Klasa B gr.II                                       | Klasa B gr.II                                       | Klasa B gr.II                                       | Klasa B gr.II                                       | Klasa B gr.II                                       | Klasa B gr.II                                       | Klasa B gr.II                                       | Klasa B gr.II                                       | Klasa B gr.II                                       |
| Okręgowe        | VI poziom ligowy                      | Klasa C gr.I                                        | Klasa C gr.I                                        | Klasa C gr.I                                        | Klasa C gr.I                                        | Klasa C gr.I                                        | Klasa C gr.I                                        | Klasa C gr.I                                        | Klasa C gr.I                                        | Klasa C gr.I                                        | Klasa C gr.I                                        | Klasa C gr.II                                       | Klasa C gr.II                                       | Klasa C gr.II                                       | Klasa C gr.II                                       | Klasa C gr.II                                       | Klasa C gr.II                                       | Klasa C gr.II                                       | Klasa C gr.II                                       | Klasa C gr.II                                       | Klasa C gr.II                                       |                                                     |                                                     |                                                     |                                                     |                                                     |                                                     |                                                     |                                                     |                                                     |                                                     |                                                     |                                                     |                                                     |                                                     |                                                     |                                                     |                                                     |                                                     |                                                     |                                                     |                                                     |                                                     |                                                     |                                                     |                                                     |                                                     |                                                     |                                                     |                                                     |                                                     |                                                     |                                                     |                                                     |                                                     |                                                     |                                                     |                                                     |                                                     |                                                     |                                                     |

## Klasa A - IV poziom rozgrywkowy
Grupa białostocka
| Poz. | Drużyna                  | M  | Z  | R | P  | Bramki | Punkty |             |
| ---- | ------------------------ | -- | -- | - | -- | ------ | ------ | ----------- |
| 1    | Gwardia Białystok        | 22 | 20 | 2 | 0  | 74-5   | 42     | baraż-awans |
| 2    | Pogoń Łapy               | 22 | 12 | 7 | 3  | 55-23  | 31     |             |
| 3    | Puszcza Hajnówka         | 22 | 11 | 5 | 6  | 60-35  | 27     |             |
| 4    | Jagiellonia II Białystok | 22 | 11 | 5 | 6  | 38-23  | 27     |             |
| 5    | Skra Czarna Białostocka  | 22 | 11 | 4 | 7  | 41-32  | 26     |             |
| 6    | Sokół Sokółka            | 22 | 10 | 4 | 8  | 48-37  | 24     |             |
| 7    | Włókniarz II Białystok   | 22 | 9  | 2 | 11 | 33-43  | 20     |             |
| 8    | Husar Nurzec             | 22 | 7  | 5 | 10 | 38-40  | 19     |             |
| 9    | Włókniarz Wasilków       | 22 | 8  | 3 | 11 | 47-64  | 19     |             |
| 10   | Ognisko Białystok        | 22 | 7  | 4 | 11 | 26-31  | 18     |             |
| 11   | Cresovia Siemiatycze (b) | 22 | 3  | 1 | 18 | 26-84  | 7      |             |
| 12   | LZS Turośń Kościelna (b) | 22 | 1  | 2 | 19 | 17-86  | 4      |             |

- Zmiana nazwy Łoś na Włókniarz Wasilków.
- Zmiana nazwy Ognisko-Starosielce na Ognisko Białystok.

Grupa łomżyńsko-ostrołęcka
| Poz. | Drużyna                        | M  | Z  | R  | P  | Bramki | Punkty | Ł/O |                 |
| ---- | ------------------------------ | -- | -- | -- | -- | ------ | ------ | --- | --------------- |
| 1    | ZWAR Przasnysz                 | 26 | -  | -  | -  | 92-18  | 45     | O   | baraż-przegrany |
| 2    | Sparta Szepietowo              | 26 | 15 | 5  | 6  | 63-48  | 33     | Ł   |                 |
| 3    | Orzeł Kolno                    | 26 | 15 | 3  | 8  | 69-45  | 33     | Ł   |                 |
| 4    | Bug Wyszków                    | 25 | -  | -  | -  | 61-27  | 33     | O   |                 |
| 5    | Warmia Grajewo (s)             | 26 | 13 | 6  | 7  | 70-37  | 32     | Ł   |                 |
| 6    | ZWAC Małkinia                  | 26 | -  | -  | -  | 49-39  | 30     | O   |                 |
| 7    | Olimpia Zambrów                | 25 | 9  | 10 | 6  | 51-41  | 28     | Ł   |                 |
| 8    | Ostrovia Ostrów Mazowiecka (b) | 25 | -  | -  | -  | 62-46  | 27     | O   |                 |
| 9    | ŁKS II Łomża (b)               | 26 | 10 | 7  | 9  | 41-42  | 27     | Ł   |                 |
| 10   | Makowianka Maków Mazowiecki    | 26 | -  | -  | -  | 46-60  | 27     | O   |                 |
| 11   | Narew II Ostrołęka             | 25 | -  | -  | -  | 34-51  | 14     | O   |                 |
| 12   | Wissa Szczuczyn                | 26 | 4  | 3  | 19 | 32-80  | 11     | Ł   |                 |
| 13   | Ruch Wysokie Mazowieckie       | 26 | 4  | 1  | 21 | 30-101 | 9      | Ł   |                 |
| 14   | Smolniki Stawiski              | 26 | 4  | 1  | 21 | 27-92  | 9      | Ł   |                 |

- Oficjalna nazwa klubu z Łomży MŁKS Start Łomża (Międzyzakładowy ŁKS).
- Brak wyników 2 meczów.
- Po sezonie z rozgrywek wycofały się Smolniki Stawiski.

Grupa suwalska
| Poz. | Drużyna               | M  | Z  | R | P  | Bramki | Punkty |                 |
| ---- | --------------------- | -- | -- | - | -- | ------ | ------ | --------------- |
| 1    | Śniardwy Orzysz (s)   | 22 | 20 | 2 | 0  | 75-10  | 42     | baraż-przegrany |
| 2    | Mamry Giżycko         | 22 | 14 | 2 | 6  | 56-23  | 30     |                 |
| 3    | Jurand Bemowo Piskie  | 22 | 12 | 3 | 7  | 38-35  | 27     |                 |
| 4    | Mazur Pisz            | 22 | 10 | 5 | 7  | 39-31  | 25     |                 |
| 5    | Wigry II Suwałki      | 22 | 11 | 3 | 8  | 41-29  | 25     |                 |
| 6    | Czarni Olecko         | 22 | 9  | 5 | 8  | 52-40  | 23     |                 |
| 7    | Sparta Augustów (b)   | 22 | 8  | 3 | 11 | 39-65  | 19     |                 |
| 8    | Nida Ruciane-Nida (b) | 22 | 8  | 3 | 11 | 48-46  | 19     |                 |
| 9    | Rominta Gołdap        | 22 | 8  | 2 | 12 | 38-46  | 18     |                 |
| 10   | LKS Nikutkowo         | 22 | 7  | 2 | 13 | 48-63  | 16     |                 |
| 11   | Mazur II Ełk          | 22 | 4  | 3 | 15 | 20-74  | 11     |                 |
| 12   | Orzeł Stare Juchy (b) | 22 | 4  | 1 | 17 | 36-68  | 9      |                 |

- LKS Baranowo przeniósł się do Nikutkowa.

Baraże do III ligi
- Gwardia Białystok : Śniardwy Orzysz 2:0
- Śniardwy Orzysz : Gwardia Białystok 1:1, awans Gwardia.

## Klasa B - V poziom rozgrywkowy
Grupa białostocka
| Poz. | Drużyna                       | M  | Z | R | P | Bramki | Punkty |
| ---- | ----------------------------- | -- | - | - | - | ------ | ------ |
| 1    | Promień Mońki (b)             | 22 | - | - | - | 57-24  | 32     |
| 2    | Tur Bielsk Podlaski (s)       | 22 | - | - | - | 68-28  | 29     |
| 3    | Lampart Nowe Aleksandrowo (s) | 22 | - | - | - | 42-40  | 28     |
| 4    | Kora Korycin                  | 22 | - | - | - | 39-32  | 26     |
| 5    | Telza Białystok (b)           | 22 | - | - | - | 34-26  | 22     |
| 6    | Gwardia II Białystok          | 22 | - | - | - | 39-48  | 22     |
| 7    | Husar II Nurzec (b)           | 22 | - | - | - | 46-41  | 21     |
| 8    | Start Białystok               | 22 | - | - | - | 40-42  | 20     |
| 9    | Kolejarz Czeremcha            | 22 | - | - | - | 27-35  | 19     |
| 10   | Iskra Narew                   | 22 | - | - | - | 38-56  | 18     |
| 11   | Relax Uhowo                   | 22 | - | - | - | 35-61  | 17     |
| 12   | Błękitni Suchowola            | 22 | - | - | - | b.d.   | b.d.   |

- Błękitni Suchowola wycofały się z rozgrywek, przyznawano walkowery.

Grupa łomżyńska
| Poz. | Drużyna                | M  | Z | R | P | Bramki | Punkty |
| ---- | ---------------------- | -- | - | - | - | ------ | ------ |
| 1    | Jegrznia Rajgród (b)   | 10 | - | - | - | 31-14  | 17     |
| 2    | Mechanik Czyżew        | 10 | - | - | - | 32-25  | 14     |
| 3    | Unia Ciechanowiec      | 10 | - | - | - | 31-18  | 12     |
| 4    | Biebrza Goniądz        | 10 | - | - | - | 28-35  | 8      |
| 5    | Skrzydlaci Osowiec (b) | 10 | - | - | - | 22-34  | 7      |
| 6    | Sokół Sokoły           | 10 | - | - | - | 8-32   | 2      |

- Po sezonie Biebrza Goniądz wycofała się z rozgrywek.
- W związku z poszerzeniem klasy A do 3 okręgów (łomżyński, ostrołęcki i ciechanowski) żadna drużyna z powyższych okręgów nie awansowała z klasy B.

Suwalska - gr.I
| Poz. | Drużyna               | M  | Z | R | P | Bramki | Punkty |
| ---- | --------------------- | -- | - | - | - | ------ | ------ |
| 1    | Grom Bakałarzewo (b)  | 14 | - | - | - | 37-23  | 20     |
| 2    | Orkan Drygały (b)     | 14 | - | - | - | 27-24  | 16     |
| 3    | Pomorzan Prostki (s)  | 14 | - | - | - | 29-22  | 15     |
| 4    | Polonia Raczki        | 14 | - | - | - | 28-20  | 15     |
| 5    | Pogoń Banie Mazurskie | 14 | - | - | - | 31-27  | 15     |
| 6    | Pomorzanka Sejny      | 14 | - | - | - | 30-20  | 15     |
| 7    | Mazur Wydminy (b)     | 14 | - | - | - | 19-33  | 12     |
| 8    | Czarni II Olecko (b)  | 14 | - | - | - | 16-50  | 4      |

- Przy ustalaniu kolejności zespołów z miejsc 3-6 wzięto pod uwagę bilans spotkań pomiędzy tymi drużynami.
- Po sezonie z rozgrywek wycofały się rezerwy Czarnych Olecko.

Suwalska - gr.II
| Poz. | Drużyna              | M  | Z | R | P | Bramki | Punkty |
| ---- | -------------------- | -- | - | - | - | ------ | ------ |
| 1    | Śniardwy II Orzysz   | 12 | - | - | - | 47-14  | 21     |
| 2    | Pogoń Ryn            | 12 | - | - | - | 32-22  | 17     |
| 3    | LZS Woźnice          | 11 | - | - | - | 32-14  | 14     |
| 4    | Lider Sterławki Małe | 11 | - | - | - | 24-33  | 12     |
| 5    | Vęgoria Węgorzewo    | 12 | - | - | - | 29-23  | 11     |
| 6    | Mazur II Pisz        | 12 | - | - | - | 22-48  | 6      |
| 7    | Nida II Ruciane-Nida | 12 | - | - | - | 12-49  | 1      |

- Zmiana nazwy LZS na Lider Sterławki Małe.
- Brak wyniku meczu z rundy wiosennej LZS Woźnice - Lider Sterławki Małe

## Klasa C - VI poziom rozgrywkowy
Białostocka - gr.I
| Poz. | Drużyna                        | M  | Z  | R | P  | Bramki | Punkty |
| ---- | ------------------------------ | -- | -- | - | -- | ------ | ------ |
| 1    | Narew Żółtki                   | 18 | 15 | 1 | 2  | 78-30  | 31     |
| 2    | LZS Krypno (b)                 | 18 | 12 | 0 | 6  | 70-34  | 24     |
| 3    | Supraślanka Supraśl (b)        | 18 | 11 | 1 | 6  | 68-39  | 23     |
| 4    | Pogranicze Kuźnica Białostocka | 18 | 11 | 1 | 6  | 64-46  | 23     |
| 5    | Hetman Tykocin                 | 18 | 9  | 2 | 7  | 37-25  | 20     |
| 6    | LZS Szudziałowo (s)            | 18 | 8  | 2 | 8  | 42-42  | 18     |
| 7    | LZS Poświętne                  | 18 | 6  | 1 | 11 | 56-49  | 13     |
| 8    | LZS Krynki (s)                 | 18 | 5  | 3 | 10 | 36-66  | 13     |
| 9    | Czarni Gródek                  | 18 | 5  | 1 | 12 | 42-61  | 11     |
| 10   | Tęcza Nowosiółki (b)           | 18 | 2  | 0 | 16 | 23-124 | 4      |

- Zmiana nazw LZS na Pogranicze Kuźnica Białostocka.
- Po sezonie z rozgrywek wycofały się Czarni Gródek i Tęcza Nowosiółki.

Białostocka - gr.II
| Poz. | Drużyna                  | M  | Z | R | P | Bramki | Punkty |
| ---- | ------------------------ | -- | - | - | - | ------ | ------ |
| 1    | LZS Piliki               | 14 | - | - | - | 84-16  | 20     |
| 2    | LZS Brańsk               | 14 | - | - | - | 42-20  | 18     |
| 3    | Jawor Dubiny (b)         | 14 | - | - | - | 34-17  | 16     |
| 4    | Spółdzielca Stary Kornin | 14 | - | - | - | 28-31  | 13     |
| 5    | Żubr Drohiczyn           | 14 | - | - | - | 20-24  | 10     |
| 6    | Dąb Nowosady             | 14 | - | - | - | 18-41  | 6      |
| 7    | Orzeł Kleszczele         | 14 | - | - | - | b.d.   | b.d.   |
| 8    | Las Narewka              | 14 | - | - | - | b.d.   | b.d.   |

- Zmiana nazwy LZS na Spółdzielca Stary Kornin.
- Orzeł Kleszczele oraz Las Narewka wycofały się z rozgrywek, przyznawano walkowery.
- Po sezonie z rozgrywek wycofały się drużyny Spółdzielcy Stary Kornin oraz Dąb Nowosady.

## Puchar Polski – rozgrywki okręgowe
- BOZPN – Włókniarz Białystok: Gwardia Białystok 1:0 (dogr.)
- ŁOZPN – Warmia Grajewo: Smolniki Stawiski 3:1
- SOZPN – Wigry II Suwałki: Śniardwy Orzysz 0:0 (4:2)karne